# Chokwe

Ethnische Karte Angolas, Siedlungsgebiet der Chokwe ist braun gekennzeichnet

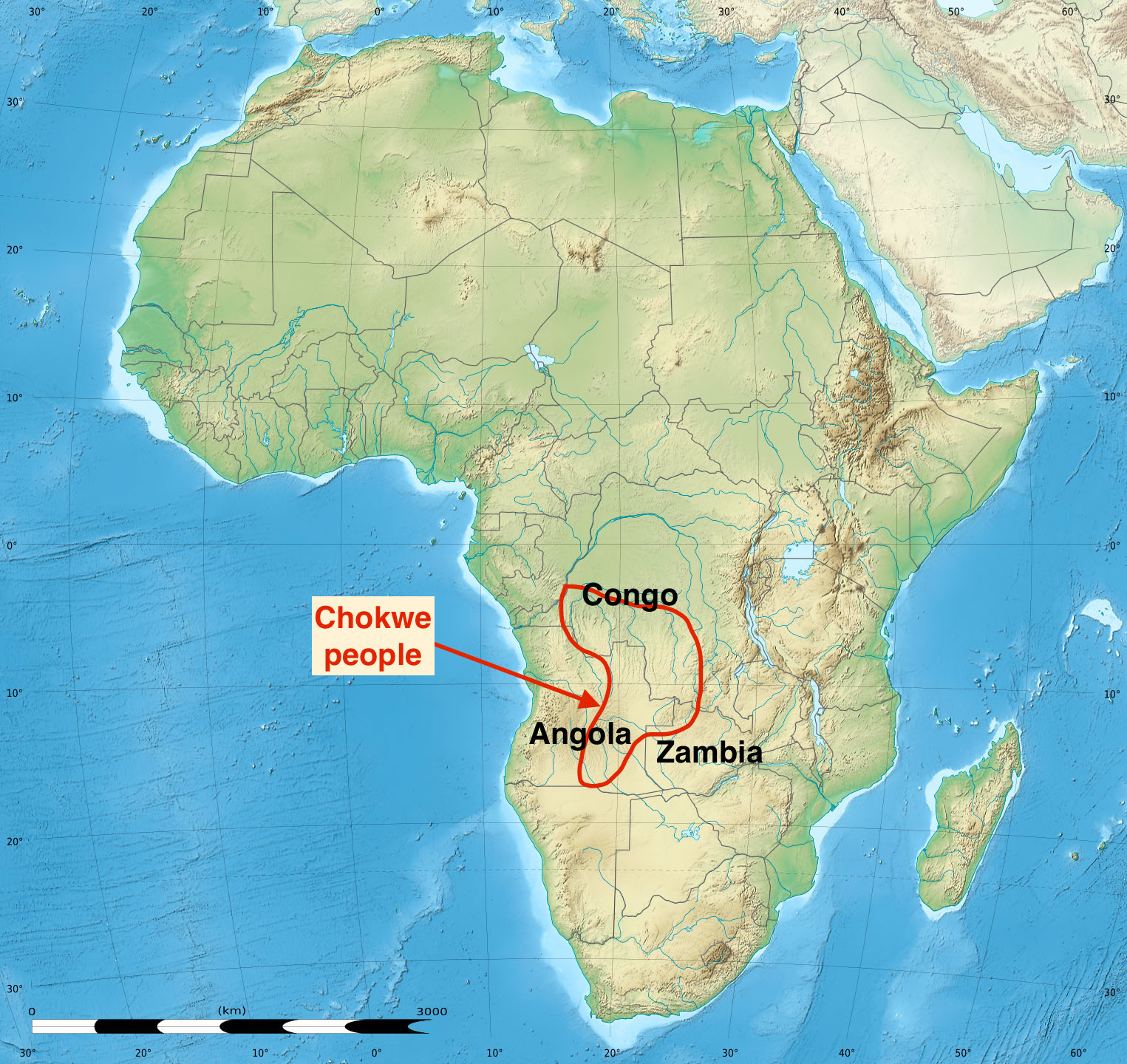
Ungefähre geografische Verteilung der ethnischen Gruppe der Chokwe in Afrika.

Die Chokwe (auch Côkwe, Tshokwe oder Tschokwe, die koloniale Bezeichnung in Angola war Quioco) sind eine Bantu-Ethnie im südlichen Afrika.

## Sprache und Siedlungsgebiet
Die Chokwe leben vorwiegend in Angola, hier stellen sie eine der wichtigsten ethnischen Gruppen. Daneben leben Chokwe in der Demokratischen Republik Kongo und in Sambia. Sie siedeln größtenteils um die Quellgebiete der Cuango (Kwango), Cassai (Kasai) und Lwena (Luena) Flüsse im Nordosten Angolas. Es gibt ungefähr eine Million Chokwe, von denen drei Viertel in Angola leben.
Ihre Sprache wird normalerweise als Chokwe (oder Kichokwe, Tshokwe, Wuchokwe) bezeichnet und ist eine Bantusprache im Zweig der Benue-Kongo-Sprachen der Familie der Niger-Kongo-Sprachen. Der ISO 639-3 code für Chokwe lautet cjk. Viele sprechen auch die Amtssprachen ihrer Länder: Englisch in Sambia, Französisch in der Demokratischen Republik Kongo und Portugiesisch (als Erst- oder Zweitsprache) in Angola (allerdings wenig außerhalb der Städte). Chokwe ist als Landessprache Angolas anerkannt, wo es 1991 schätzungsweise eine halbe Million Menschen gesprochen haben; eine weitere halbe Million Sprecher lebten 1990 im Kongo und etwa 20.000 in Sambia im Jahr 2010. Im Osten Angolas wird es als lingua franca verwendet.

## Gesellschaft und Kultur

### Traditionelle Religion
Die Chokwe glauben an die Existenz eines fernen höchsten Wesens namens Kalunga oder Nzambi, das für die Schöpfung verantwortlich und höchste Macht ist. Sie beten dieses Wesen aber nicht direkt an, sondern nur über die Vermittlung von Ahnen und Naturgeister (Mahamba).
Daneben gibt es – ethnographischen Beschreibungen aus der ersten Hälfte des 20. Jahrhunderts zufolge – diverse Ahnengeister (Totengeister) und Naturgeister, die zusammenfassend mahamba genannt werden und die in Besessenheitskulten vorkommen. Besessenheit auslösende Geister sind vor allem die Fruchtbarkeitsschlange, der Fruchtbarkeitsvogel Kajila und der als heilig geltende Hund (auch Löwe, kawa, muta oder tambwe). Besessenheit äußert sich in einer Krankheit, häufig in einer Nervenkrankheit. Nach einer solchen Diagnose versetzt der Heiler/Wahrsager den Patienten in einen Zustand der Trance und führt Zeremonien durch, die in manchen Fällen von Gesang und Trommelmusik begleitet werden. Ein besonderer Ahnengeist ist der Wahrsagegeist Ngombo, von dem der meist männliche Wahrsager zur Ausübung seiner Tätigkeit besessen wird. Der Geist Chikusa ist ein Maskengeist, der für Fruchtbarkeit und Jagdglück sorgt. Kalamba ist ein Geist, der sich vergessen fühlt und deshalb bei den Menschen eine Krankheit verursacht, um auf sich aufmerksam zu machen. Ihm muss geopfert, sein Bild aufgestellt oder zu seinen Ehren ein Fest veranstaltet werden. Zu diesen traditionellen Geistern kommen weitere Geister aus der Kolonialzeit hinzu, etwa der Chindele genannte Europäer. Wer von ihm besessen wird, beginnt in Trance mit Messer und Gabel zu tanzen und opfert europäische Nahrungsmittel (Brot, Wein oder Schnaps).

### Initiationsrituale (Mukanda und Mwali)

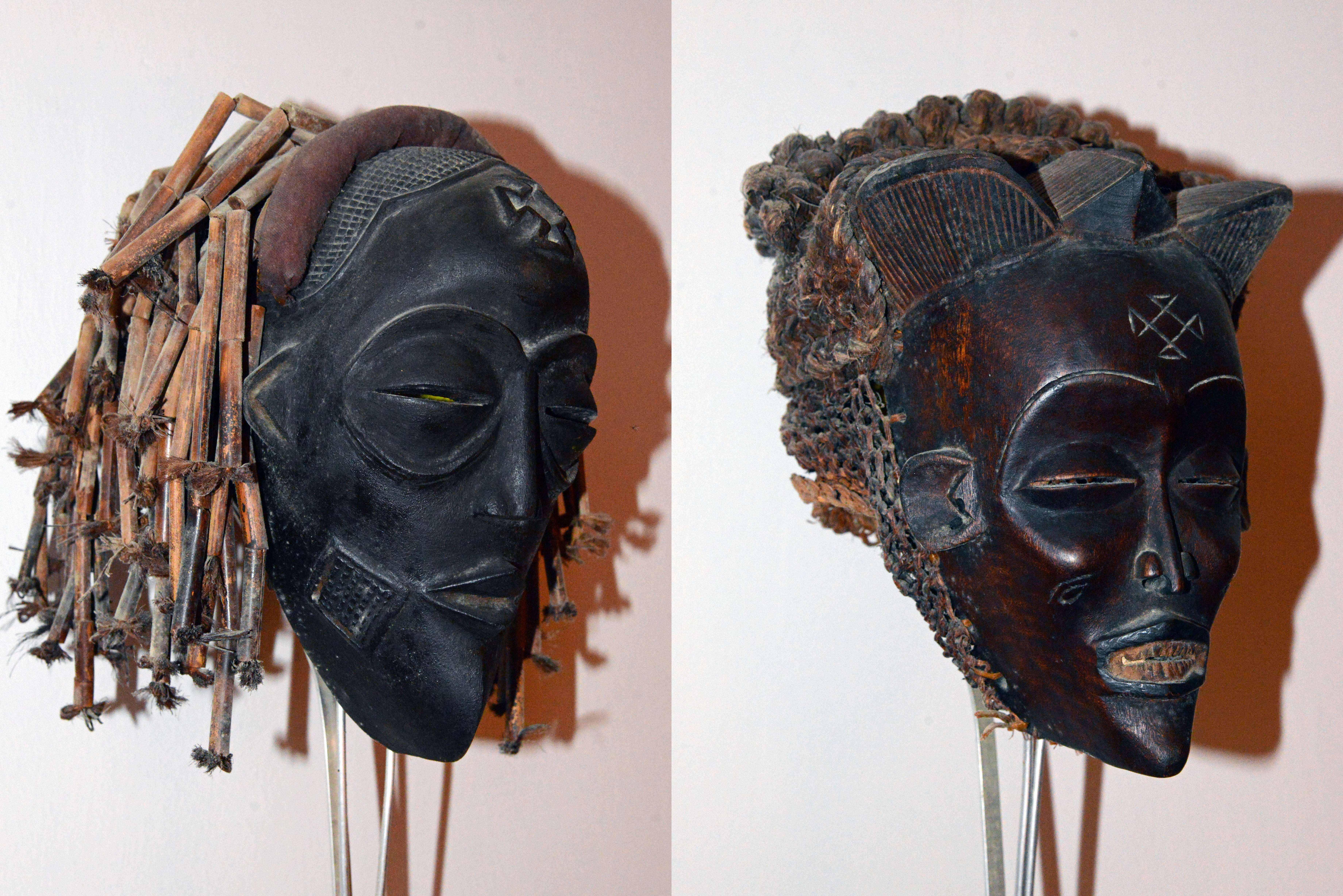
Pwevo-Masken des weiblichen Vorfahren, Chokwe, Democratic Republic of Congo, 20. Jahrhundert, Holz, Fasern, Pigment, Höhe ca. 27 cm, Diese Pwevo Masken repräsentieren die Chokwe Ideale von weiblicher Schönheit und der idealen Frau. Die idealisierten Merkmale, subtilen Konturen und raffinierten Linien unterstreichen die Eleganz und Poesie des gefeierten weiblichen Vorfahren Pwevo.

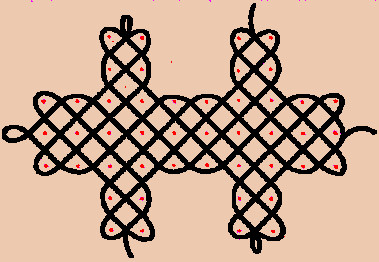
Lusona „Löwin mit zwei Jungtieren“

Mukanda (männliche Initiation) und Mwali (weibliche Initiation) sind Erziehungsinstitutionen, die darauf abzielen, das Potenzial von Jungen und Mädchen zu entwickeln, um erfüllte und sozial vollendete Erwachsene als Ehemänner, Ehefrauen und schließlich Väter und Mütter zu werden. In ihren Initiationscamps werden Jungen und Mädchen von ihren Eltern, Großeltern und Erziehungsberechtigten mit tradiertem Wissen vertraut gemacht. Die an die neue Generation weitergegebenen Prinzipien sozialer Verantwortung umfassen Kosmologie, Geschichte, Religion, Moral, Sexualität und eine Vielzahl geschlechtsspezifischer Fähigkeiten.
Auch die Mustersprache Sona (Singular Lusona) gehört dazu.

Die Initiationsrituale erfordern eine Zeit der Abgeschiedenheit vom Dorfleben. Bei Jungen kann die Einweihungszeit einige Monate bis zu mehr als einem Jahr dauern. Mädchen bleiben für einen Zeitraum von einigen Wochen, bis hin zu vier Monaten in Initiationslagern. Mukanda und Mwali markieren für die Novizen eine Zeit des symbolischen Todes als Kinder. Beim Abschluss werden sie als Erwachsene „wiedergeboren“ und wieder in die Gesellschaft eingeführt. Als versierte Väter und Mütter werden sie schließlich das Wissen vergangener Generationen an die Nachfolgenden weitergeben.
Die männliche Mukanda-Initiation beinhaltet die Teilnahme von maskierten Darstellern, die Konzepte des Einflusses der Vorfahren „zum Leben erwecken“. Chokwe und verwandte Völker erschufen über hundert Arten von maskierten Ahnenfiguren, jede mit unterschiedlichen physischen und psychischen Merkmalen. Ahnenmasken oder Makishi unterweisen Novizen in Mukanda-Einweihungslagern und treten auch in Dorfaufführungen auf, die Aspekte der Chokwe-Kosmologie darstellen. Als Schutzgeister bringen die Makishi ihren positiven Einfluss in die Dörfer und erleichtern die Übergänge, die Jungen durchlaufen müssen, um privilegiertes Wissen zu erwerben und sich auf das Erwachsenenleben vorzubereiten. Diese Masken veranschaulichen die außergewöhnliche Fähigkeit der Chokwe-Künstler, komplexe Kunstformen zu schaffen, die darauf abzielen Aspekte ihrer reichen und komplexen Kosmologie darzustellen und nachzuspielen.
Die Makishi-Maskerade wurde 2008 in die UNESCO-Liste des immateriellen Kulturerbes der Menschheit aufgenommen.

### Geister von Verstorbenen (Makislil)
Makislil repräsentiert die Geister von verstorbenen Individuen (áfu), die in die Welt des Lebens zurückkehren, um die Mitglieder der Gemeinschaft an wichtigen Gelegenheiten zu unterstützen, zu leiten, zu schützen und sogar zu erziehen. Makishi dienten oft zur Sanktion und bestätigen soziale und politische Institutionen, die im Allgemeinen als Domäne der Männer wahrgenommen werden. Makislil Vorführungen werden am häufigsten in Verbindung mit der Mukanda-Initiation für Jungen durchgeführt, aber auch bei der jährlichen Bestätigungszeremonie für Häuptlinge oder bei Kundgebungen von politischen Parteien während der nationalen Wahlen.
Eine der wichtigsten Makishi-Figuren in Mukanda-Initiationen ist die ideale Frau „fulfilled woman“. Sie ist entweder „fulfilled“ Pwevo (in einigen Dialekten auch Pwo), oder eine junge „potential“ Frau und wird dann Mwana Pwevo genannt. In einer Mukanda-bezogenen öffentlichen Vorführung begleiten Frauen den weiblichen Vorfahren Pwevo in die Mitte des Dorfes, wo sie feierlich durch den Dorfvorsteher empfangen wird. Pwevo, ein weibliches Rollenmodell, ist eine wunderschöne Frau, die anmutig spricht und sanfte Manieren zeigt. Sie zeigt auch erhebliches Durchsetzungsvermögen, indem sie bestimmte Gesänge orchestriert und die Trommler einweist, um ihre Tänze zu begleiten. Pwevo dirigiert und leitet die Dorfgemeinschaft mit Handgesten und mit Pfeifen, Dechseln oder Fliegenwedeln. Pwevo-Tänze zeichnen sich durch kurze Schritte und sinnliche Hüftbewegungen aus, die durch ein um die Hüften gebundenes Cul de Paris, bestehend aus einer Fülle von Stoffen, Schnüren und rasselnden Gegenständen, unterstrichen werden. Pwevo kann sexuelle Verhaltensweisen inszenieren, indem sie vorgibt, Geschlechtsverkehr mit einem Mörser (hölzerner „Chokwe Tobacco Mortar“ in Form einer männlichen Figur) oder mit einer Figur zu haben, die sie im Aufführungsraum schnell aus Erde formen kann. Diese Tänze sind eine Art Sexualerziehung, die offen dargeboten wird, um die Fruchtbarkeit dieser weiblichen Vorfahren zu betonen. Pwevo kann auch Frauen als Versorgerinnen ehren, indem sie mit einem Fischkorb tanzen oder so tun, als würde sie Getreide in einem Mörser stoßen. Während der Aufführung wird Mwana Pwevo von männlichen Charaktermasken wie Cihongo oder Cikunza begleitet. Die Tänzerin von Mwana Pwevo zieht ein sehr großes Publikum an, vor allem Frauen.
Ihre Religion hat die Chokwe zu viel beachteten künstlerischen Werken veranlasst, vor allem Masken und Holzskulpturen. Heute sind viele Chokwe Christen, jedoch relativ wenige in Angola.

### Chokwe-Gesellschaft
Die Chokwe-Gesellschaft ist unter lokalen Führern (mwana nganga) organisiert. Diese beraten sich mit den Ältesten sowie mit Ritual-Spezialisten, bevor sie Entscheidungen treffen.
Ein Chokwe-Dorf wird von einem Häuptling geleitet, der diese Position erbt, sofern er geeignete Führungsqualitäten bewiesen hat. Unter dem System der Matrilinearität der Chokwe geht das Erbrecht nicht auf die eigenen Kinder eines Anführers über, sondern auf die Söhne seiner Schwester. Eine Frau lebt mit ihrem Mann zusammen, aber ihre Kinder, wenn sie ungefähr sechs Jahre alt sind, ziehen oft zu ihrem Onkel mütterlicherseits. Er ist fortan für die Erziehung und das Wohlergehen der Kinder verantwortlich. Kinder gehören also der Verwandtschaftsgruppe ihrer Mutter an, nicht der ihres Vaters.
Die Dörfer sind in Bereiche eingeteilt, die jeweils von Familienoberhäuptern geführt werden. Die Gesellschaft ist geteilt in jene, die matrilinear von den Herrschenden abstammen, und in die Nachkommen ehemals versklavter Bevölkerungsteile. Über die lokale Ebene hinaus gibt es auch ein Netz regionaler Führer, das ihre Siedlungsgebiete in den fraglichen drei Ländern überspannt, jedoch wenig in Erscheinung tritt.

## Wirtschaft
Die Chokwe betreiben Ackerbau (Brandrodung) und bauen Maniok, Yams und Erdnüsse an. Tabak und Hanf werden zum Schnupfen angebaut, Mais zur Herstellung von Maisbier. Ferner werden Schafe, Ziegen, Schweine und Hühner gehalten, weiteres Protein liefert die Jagd. Hierbei gibt es eine Gemeinschaft der Jäger von größerem Wild, die yanga, während kleineres Wild von jedermann gejagt wird. Anbau und Verarbeitung von Nahrungsmitteln ist praktisch ausschließlich Frauenarbeit.

## Geschichte
Die Chokwe stammen möglicherweise von den Ambundu und den Mbuti-Pygmäen ab.
Die Geschichte von Chokwe ist eng mit dem Königreich Lunda verbunden, das bis in das 17. Jahrhundert zurückreicht. Zu dieser Zeit wanderte ein Sohn des Lunda-Häuptlings, Mwata Yamvo, mit seinen Anhängern aus dem Lunda-Territorium im heutigen Süden der Demokratischen Republik Kongo nach Westen in den Nordosten Angolas aus. Mwata Yamvo war der Sohn des berühmten Lunda-Anführers Kibinda Ilunga, einer legendären Figur namens „The Hunter“. Durch die kluge Aufstellung von Häuptlingen, die mit ihm und untereinander verwandt waren, erlangte Mwata Yamvo die Kontrolle über die indigenen Völker. Die Lunda-Kultur, die sich mit der der indigenen Bevölkerung vermischte, führte zu einer unverwechselbaren Chokwe-Kultur, die Jagd, Landwirtschaft und später Handel kombinierte.
Zu Beginn des 19. Jahrhunderts handelten die Chokwe mit den Ovimbundu und tauschten Wachs, Elfenbein und Sklaven gegen portugiesische Waren. Die Chokwe erlangten den Ruf, Karawanen anzugreifen und lokale Häuptlinge zu unterwerfen, deren Land sie betreten hatten. In solchen Fällen setzten sie überlegene Waffen ein, um ihre oft zahlenmäßig überlegenen Gegner zu besiegen. Die Chokwe wurden bis 1885 von den Lunda-Königen regiert, als sie in die Lunda-Gebiete im Norden eindrangen und es ihnen gelang, die Hauptstadt von Lunda einzunehmen und ihre Herrschaft über die Region westlich des Kasai-Flusses zu errichten. Anschließend wurden sie zu Kautschukproduzenten, woraufhin ihre territoriale Expansion schnell voranschritt. Der Aufstieg war allerdings von kurzer Dauer. Die Macht der Chokwe schwand bald infolge von zu starker Expansion in Richtung Südangola, eingeschleppten Krankheiten und der kolonialen Eroberung und Beherrschung, der sie nur wenig Widerstand entgegensetzten.
Das hauptsächliche Siedlungsgebiet der Chokwe ist weiterhin der Nordosten Angolas, also die heutigen Provinzen Lunda Norte und Lunda Sul. Sie leben dort eng mit den Lunda zusammen, von denen sie Teile durch Assimilation absorbiert haben. Bis in die Mitte des 20. Jahrhunderts hinein sind sie jedoch in Gruppen in südlicher Richtung gewandert und haben sich dabei in Zwischenräumen zwischen anderen Ethnien angesiedelt.
Die Chokwe haben sich am antikolonialen Kampf, 1961–1974, kaum beteiligt, ebenso wenig am Bürgerkrieg in Angola, 1975–2002. Als einziger ethnischen Gruppe ist es ihnen gelungen, nach der Einführung des Mehrparteiensystems in Angola bei beiden Parlamentswahlen (1992 und 2008) über eine neugegründete Partei, Partido da Renovação Social (PRS), einige Abgeordnete als ihre Interessenvertreter ins Parlament zu entsenden.
Für den Zusammenhalt der Chokwe ist wichtig, dass sie bis heute über ein grenzüberschreitendes Netz traditioneller Autoritäten verfügen. In Angola zeigen sie sich wenig offen für europäische Kulturgüter, die über Schulen und christliche Missionen vermittelt werden; bei der jedoch wachsenden Minderheit derjenigen, die in die Städte gegangen sind, hat sich dies allerdings sehr rasch geändert. Auch dort wird jedoch die eigene Sprache hochgehalten; daraus erklärt sich, dass dem Côkwe, wie es seither geschrieben wird, von der angolanischen Regierung neben dem Umbundu, dem Kimbundu, dem Kikongo und dem Uukwanyama der Status einer Nationalsprache (língua nacional) verliehen wurde.